# 兵庫県道558号天谷佐田線
兵庫県道558号天谷佐田線（ひょうごけんどう558ごう あまだにさだせん）は豊岡市但東町天谷と豊岡市但東町佐田を結ぶ一般県道である。

## 概要
豊岡市但東町天谷から豊岡市但東町佐田に至る。

### 路線データ
- 起点：豊岡市但東町天谷（兵庫県道・京都府道56号但東夜久野線交点）
- 終点：豊岡市但東町佐田（国道426号交点）
- 総延長：5.871 km

## 地理

### 通過する自治体
- 豊岡市

### 交差する道路
| 交差する道路                       | 交差する場所 | 交差する場所 |
| ---------------------------------- | ------------ | ------------ |
| 兵庫県道・京都府道56号但東夜久野線 | 但東町天谷   | 起点         |
| 通行不能区間                       |              |              |
| 兵庫県道252号佐々木小谷線          | 但東町佐々木 |              |
| 国道426号                          | 但東町佐田   | 終点         |

### 沿線
- 豊岡警察署 佐田駐在所